# Palazzo del Banco di Napoli (Neapel)

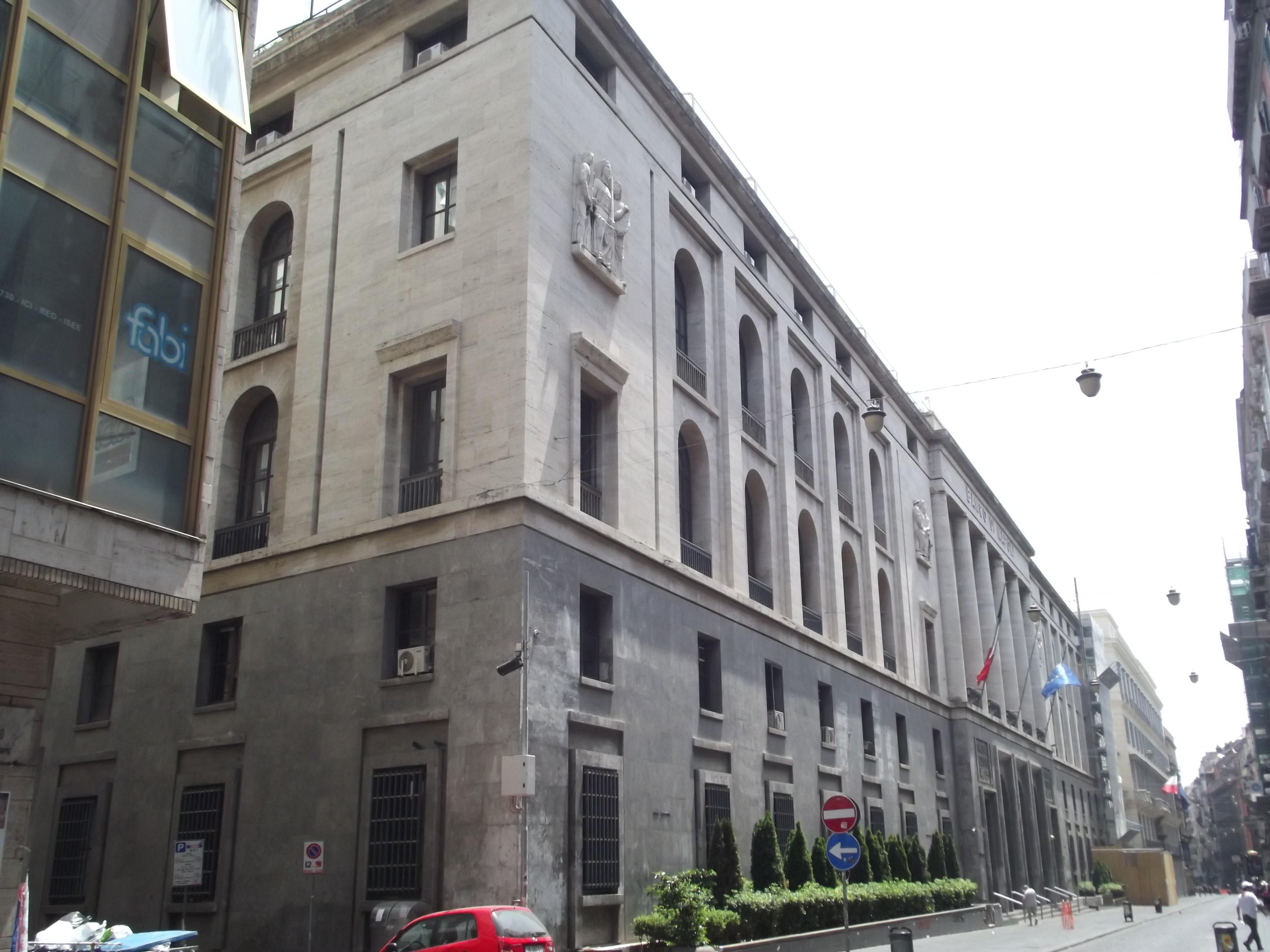
Palazzo del Banco di Napoli in Neapel

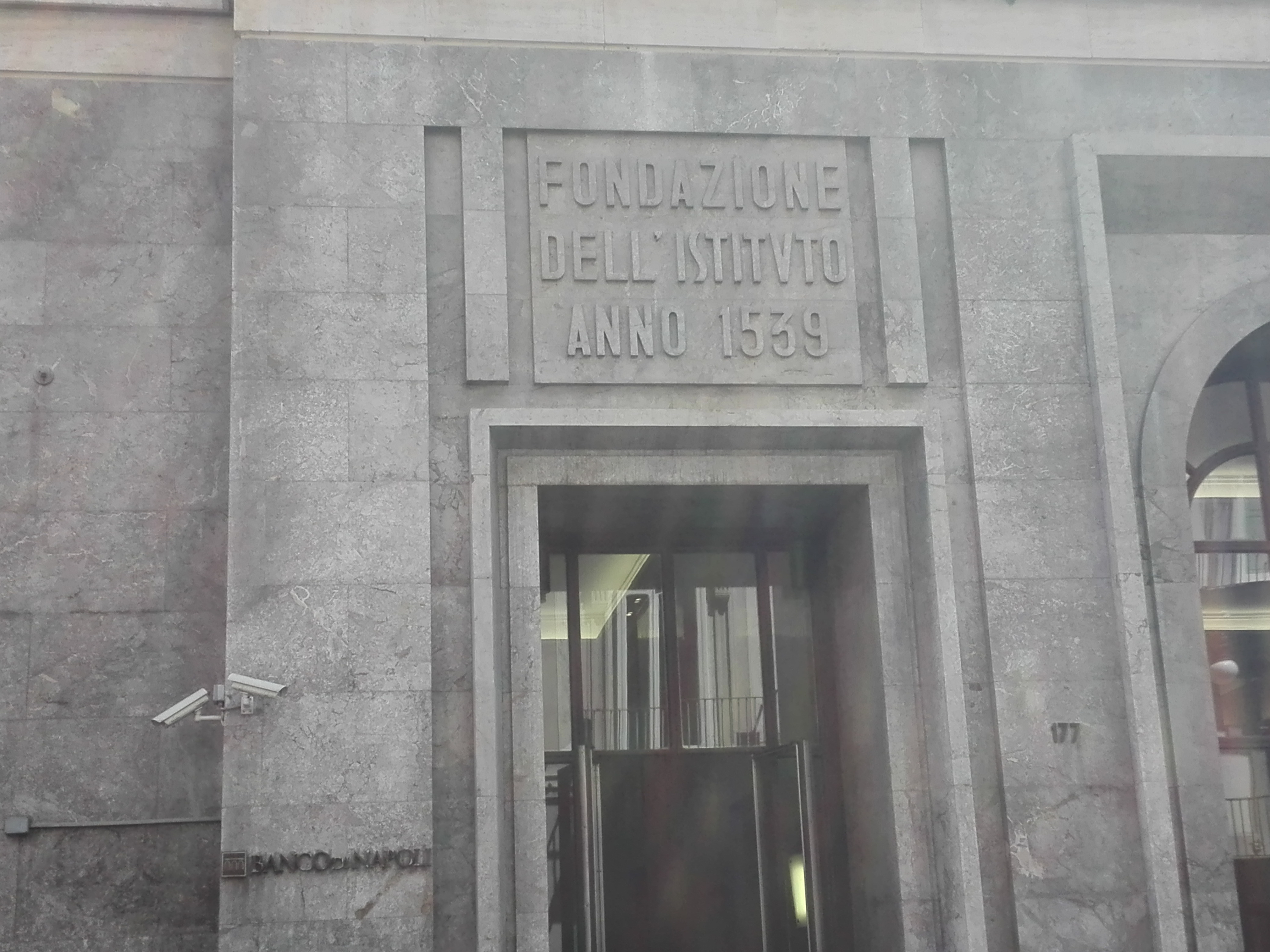
Haupteingang des Palastes

Der Palazzo del Banco di Napoli (auch Palazzo Piacentini) ist ein Palast aus den 1930er-Jahren im Viertel Carità von Neapel in der italienischen Region Kampanien. Das Gebäude ist ein glänzendes Beispiel des italienischen Rationalismus und liegt in der Via Toledo, 177.
Seit 2022 beherbergt der Palast auch die neapolitanische Niederlassung der Gallerie d’Italia der Gruppe Intesa Sanpaolo, die vorher im benachbarten Palazzo Zevallos untergebracht war. Die Sammlung belegt eine Ausstellungsfläche von etwa 4000 m².

## Geschichte und Beschreibung
Anfangs lag der Sitz der Banco di Napoli (früher Banco delle Due Sicilie) im benachbarten Palazzo San Giacomo, der Anfang des 19. Jahrhunderts vom Architekten Stefano Gasse als Sitz der Ministerien des Königreichs Neapel auf einem Gelände erbaut wurde, auf dem vorher ein Kloster, ein Krankenhaus und die Basilika San Giacomo degli Spagnoli standen, die in das neue Gebäude integriert wurden.
Der Palast mit rechteckigem Grundriss ist innen mit einer Galerie aus Eisen und Glas ausgestattet, die ihn direkt mit der Piazza Municipio und der Via Toledo in Kontakt brachten, die das Gebäude an der Süd-, bzw. Nordfassade begrenzen.
In den 1930er-Jahren, in der Zeit, als Giuseppe Frignani Direktor der Bank war, und anlässlich des 400. Geburtstags der Bank, beschloss man die Errichtung eines neuen Sitzes unter Abriss des Nordflügels des Palazzo San Giacomo, in dem die Finanzverwaltung und ein großer Teil der Galerie von Stefano Gasse untergebracht war.
Mit dem Projekt wurde der versierte Architekt und Stadtplaner Marcello Piacentini betraut, der in der Gestaltung der Räume einen dezidierten rationalistischen Geschmack unter Beweis stellte. Er wandte die Methode des Chiaroscuro an, wobei er jedem der Räume unterschiedliche Farben zuwies. Anfangs plante man die Anlage eines rechteckigen Platzes vor dem Gebäude, was aber die Zerstörung eines Teils der Quartieri Spagnoli bedingt hätte. Das Bauwerk wurde 1939 fertiggestellt.
Besondere Bedeutung haben die Räume im zweiten Obergeschoss des Gebäudes, unter denen die Aula (it.: Salone delle assemblee) mit ihren großen Fenstern ihren Verkleidungen mit Marmor aus Äthiopien hervorsticht.
In den 1980er-Jahren wurde das Aussehen des Palastes durch den Architekten Nicola Pagliara verändert, der zwei Brunnen, Blumenkästen und Marmorsitze hinzufügte, um die strenge Fassade zu dekorieren.